# Haselbach (Günz)
Der Haselbach (auch als Hasel bezeichnet, wie zwei weitere Flüsse in den Landkreisen Günzburg und Unterallgäu) ist ein ungefähr 22,2 km langer, rechter Nebenfluss der Günz. Somit ist er ein indirekter rechter Nebenfluss der Donau in Bayern, Deutschland. Es ist ein Gewässer III. Ordnung.

## Verlauf
Der Haselbach entspringt nördlich von Dankelsried, ein Ortsteil des im Landkreis Unterallgäu liegenden Marktes Erkheim, auf ca. 620 m ü. NN. Das relativ geradlinig in nördlicher Richtung fließende Gewässer, dessen Einzugsgebiet ungefähr 90 km² groß ist, überwindet auf den 22,18 km von der Quelle bis zur Mündung einen Höhenunterschied von ungefähr 115 Metern. Südlich von Ebershausen fließt der Bach über die Grenze zwischen den Landkreisen Unterallgäu und Günzburg. Bei Nattenhausen (Gemeinde Breitenthal) mündet der Haselbach in die Günz.
Folgende Ortschaften liegen im Tal des Haselbachs (von Süden nach Norden):
| - Dietershofen bei Babenhausen (Gemeinde Oberschönegg) - Stolzenhofen (Gemeinde Kirchhaslach) - Härtlehof (Gemeinde Kirchhaslach) - Greimeltshofen (Gemeinde Kirchhaslach) | - Kirchhaslach - Ebershausen - Seifertshofen (Gemeinde Ebershausen) - Nattenhausen (Gemeinde Breitenthal) |

## Nebenbäche
Südlich von Ebershausen mündet der Schleipfbach auf ungefähr 522 m ü. NN in den Haselbach. Im Bereich von Olgishofen (Gemeinde Kirchhaslach) wird er auch Bachgraben und nahe der Quelle auch Griesbach genannt. Er entspringt nordwestlich von Greimeltshofen bzw. südwestlich von Kirchhaslach auf einer Höhe von ca. 600 m ü. NN.
Nördlich von Ebershausen mündet die Gutnach auf einer Höhe von ca. 510 m ü. NN in den Haselbach.